# Франц Лист
Франц Лист (мађ. Liszt Ferenc, 22. октобар 1811, Рајдинг, Аустрија − 31. јул 1886, Бајројт, Немачка; мађ. Liszt Ferenc), мађарски композитор и пијаниста. Спада међу највеће пијанисте свог времена. У његовом стваралаштву се уочавају утицаји различитих европских традиција. Пореклом Мађар, васпитаван је на традицији француске културе, јер је младост провео у Паризу, наступајући по париским аристократским салонима. То је време када у овом граду живи и Фредерик Шопен. Лист је концертирао по целој Европи и упознао све водеће музичаре свог времена. После 1848. године, Лист се налази у служби вајмарског двора, и тада на њега снажан утицај имају немачки музичари, посебно Рихард Вагнер, чији је био искрени пријатељ. Лист-диригент био је један од главних пропагатора Вагнерове уметности и један од најуспешнијих тумача његових идеја. Пред крај живота Лист се заредио и много времена проводио у Италији.
Листова пијанистичка делатност била је изузетно значајна. Он је умеће свирања на клавиру подигао на онај ниво који је Паганини остварио на виолини. Лист је први увео праксу солистичког концерта-како га је сам у шали назвао „музичког монолога“. До тада је био обичај да на концертима наступа више извођача. Својим концертом у Риму 1839. године Лист прекида такву праксу. И он је, попут других пијаниста свог времена, на концертима имао обичај да импровизује (из те праксе развио се облик парафразе) варијационе форме која се базира на популарним темама разних оперских и симфонијских дела, али и народних песама. Такође је радио на клавирским транскрипцијама симфонијских, оперских, камерних дела многих композитора, те их тако приближавао слушаоцима. Међутим, много већи значај има његово оригинално стваралаштво: циклуси минијатура (посебно Године ходочашћа, објављене у три свеске комада који су настајали током целог живота), етиде (збирка Трансцеденталних етида), Мађарске рапсодије и бројне друге композиције. Посебно место међу тим делима припада Сонати х-мол. Клавирска соната у делима разних романтичара доживљава сличну судбину као симфонија: композитори стварају све мањи број дела која називају сонатама.

## Биографија

### Детињство
Најстарији Листов предак који је остао познат био је његов чукундеда, Себастијан Лист, који је био један од хиљаду немачких кметова који су се селили унутар Аустријских царских територија (данашња доња Аустрија и Мађарска), у првој половини 18. века и који је умро 1793. године у селу Рајки, жупанија Мошон, која је била део Краљевине Угарске. Листов деда је био надгледник на неколико Естерхазијевих имања и свирао је клавир, виолину и оргуље. Листова породица се расула по Аустрији и Мађарској и постепено је губила међусобни додир.
Франц Лист се родио 22. октобра 1811. године од родитеља Марије Ане Лагер и Адама Листа у селу Рајдингу, жупанији Шопрон. Његов отац користио је мађарски само када би се као представник Естерхазија састајао са сељанима. Листов отац свирао је клавир, виолину, виолончело и гитару. Био је у служби кнеза Николе II Естерхазија и познавао је Хајдна, Хумела и Бетовена лично. У шестој години, Франц је почео да пажљиво слуша како његов отац свира клавир и показао је интересовање како за духовну, тако и за циганску музику. Адам је почео да му даје часове клавира када је овај имао седам година. У својој осмој години, Франц је компоновао своје прво дело. Одржао је концерте у Шопрону и Братислави у октобру и новембру 1820. године у својој деветој години. После тих концерата, група богатих спонзора понудила му је стипендију за студије у иностранству.
У Бечу, Лист је похађао часове клавира код Карла Черног, који је и сам био Бетовенов и Хумелов ученик. Часове композиције узимао је код Антонија Салијерија, који је тада био музички управник бечког двора. Његов јавни наступ 1. децембра 1822. године у Бечу на концерту у „Ландштендишер сали“ имао је велики успех. Поздрављан је од аустријских и мађарских аристократских кругова, а такође је и упознао Бетовена и Шуберта. У пролеће 1823. године, после године одсуства, Адам Лист је питао кнеза Естерхазија за додатне две. Тада је изашао из службе. После једног месеца проведеног у Мађарској, породица се поново вратила у Беч.
Крајем 1823. и почетком 1824. године су одштампана прва Листова дела: „Варијације на Дијабелијев валцер“ (стр. 147). Ову антологију наручио је сам Дијабели и она укључује 50 варијација од 50 различитих композитора, од којих су најважније Бетовенове 33 варијације, познате под називом „Дијабелијеве варијације“ Оп. 120.

### Адолесценција у Паризу
После очеве смрти, Лист се преселио у Париз, где је пет година живео са мајком у малом стану. Одустао је од турнеја. Да би зарадио новац, почео је да држи часове клавира и композиције, често од јутра до мрака. Његови ученици били су расути по граду, па је морао да прелази велике раздаљине. Тада је почео да пуши и пије, што ће задржати током живота.
Следеће године, заљубљује се у своју ученицу Каролину де Сан-Крик, ћерком министра трговине. Ипак, њен отац инсистира да се веза прекине. Лист се веома разболео, у тој мери да у новинама објављују његову читуљу. Тада започиње дуг период сумње у веру, после којег он жели да се придружи Цркви, али га мајка одвраћа. Водио је много дискусија са монахом де Ламенеом, који му је био духовни отац, а такође и са Кретеном Јураном, немачким виолинистом који га је упознао са сенсимонизмом. Јуран је писао музику која је била антикласичарска и високо субјективна са насловима као што су „Она и ја“ и „Анђеоско спасење и жаљење“, а која је утицала на Листов укус за романтизам. Од једнаке важности за Листа било је Јураново извођење Шуберта, који је утицало на његову приврженост Шубертовим композицијама.
Током овог периода, Лист је много читао да би надокнадио недостатак општег образовања и ускоро је дошао у контакте са многим водећим писцима и сликарима тог доба, укључујући и Витора Игоа, Хајнрих Хајнеа и Алфонса де Ламартина. Тих година, практично није ништа компоновао. Јулска револуција 1830. године инспирисала га је да напише Револуционарну симфонију, базирану на догађајима ова „три славна дана“. Она је утицала на то да узме више учешћа у догађајима који га окружују. Упознао је Ектора Берлиоза 4. децембра 1830, дан пре премијерног извођења Фантастичне симфоније. Берлиозова музика остварила је велики утицај на Листа, нарочито у погледу његових дела за оркестар.

### Паганини
После присуства на добротворном концерту Николе Паганинија 20. априла 1832. године, Лист је постао одлучан у намери да постане највећи виртуоз на клавиру, као што је Паганини на виолини. Париз је те деценије постао препун пијаниста посвећених савршенству свирања на клавиру. Неки су се, као нпр. Сигисмунд Талберг и Александар Дејшок, фокусирали на специјалне техничке ствари као што су ефекат треће руке, октаве итд. Оваква школа клавира називала се „летећим трапезом“, а управо та генерација је решила неке од највећих проблема пијанистичке технике и подигла ниво свирања до незамисливих висина. Листова снага и способност да се издвоји у оваквом друштву била је савладавање свих аспеката клавирске технике који су његови ривали гајили.
Године 1833, начинио је транскрипције за клавир неколико Берлиозових дела, укључујући и Фантастичну симфонију. Његов главни мотив, нарочито у раду на Симфонији, био је да помогне сиромашном Берлиозу, чија је симфонија остала непозната и необјављена. Лист је сам намирио трошкове објављивања транскрипције, коју је много пута изводио како би помогао да њен оригинал постане популаран. Он је такође склопио пријатељство са трећим композитором који је утицао на њега, Фредериком Шопеном, под чијим утицајем је почела да се развија Листова поетска и романтична страна.

### Са грофицом Маријом д‘Агу
Године 1833, Лист је започео везу са грофицом д`Агу. Поред ње, крајем априла 1834. упознао је Фелиситеа де Ламенеа. Под њиховим утицајем, Листов креативизам достигао је врхунац. Исте године дебитовао је као зрео и оригиналан композитор са својим циклусима композиција за клавир „Поетске и религиозне хармоније“ и „Наступи“. Сва ова поетска дела чине велики контраст фантазијама које је раније компоновао.
Грофица је 1835. године напустила мужа и породицу да би се придружила Листу у Женеви. Децембра 18. добили су кћер Бландину. Лист је тада предавао на тек основаном Женевском конзерваторијуму и написао приручник за клавирску технику, који је касније изгубљен. Писао је чланке за Музички гласник који је издавао Париски конзерваторијум. У њима се залагао за то да уметник не буде слуга, већ угледни члан друштва. Наредне четири године живео је заједно са грофицом, првенствено у Швајцарској и Италији, где је добио ћерку Козиму, са повременим посетама Паризу. Маја 9, 1839. године добили су сина Даниела, али те јесени односи између њега и грофице постали су затегнути. Чуо је да су планови за подизање споменика Бетовену у опасности због недостатка средстава, па је обећао своју подршку. Тада се вратио животу виртуоза. Грофица се вратила у Париз са децом, док је Лист давао концерте у Бечу и Мађарској.

### Турнеја по Европи
Наредних осам година Лист је провео путујући по Европи, а проводећи одморе са грофицом и њеном децом на оству Ноненверту 1841. и 1843. године. У пролеће 1844. пар се коначно раздвојио. Ово је био Листов најлепши део живота. Обасипан је признањима са свих страна и где год да је ишао свуда су му ласкали. Пошто је Лист држао око три или четири концерта недељно, процењује се да је у току ових осам година одржао преко хиљаду концерата. Ни не чуди што баш у току овог периода стекао светску славу која га прати до данашњих дана.
После 1842. "Листоманија" се проширила Европом. Владала је општа хистерија. Жене су цепале његове марамице и рукавице у парампарчад и задржавале их као сувенире. У салама Лист је подизао расположење публике на ниво мистичног заноса.
У прилог његовом угледу иде чињеница да је огромну своту новца давао у добротворне сврхе. У ствари, Лист је зарадио толико новца да је сваки његов концерт после 1857. године био у добротворне сврхе. Његово залагање за подизање Бетовеновог споменика и оснивање Мађарске националне музичке школе веома су познате, али оно што треба истаћи су: донација фонду за изградњу Катедрале у Келну, оснивање Гимназије у Дортмунду и цркве Св. Леополда у Пешти. Он је донирао и болнице, школе, хуманитарне организације као што је лајпцишки фонд за пензије музичара. Када је сазнао за велики пожар у Хамбургу, маја 1842. године, који је трајао три недеље и уништио већи део града, давао је концерте да би помогао хиљадама бескућника.

### Лист у Вајмару
У фебруару 1847. године, Лист је наступио у Кијеву, Тамо је упознао принцезу Каролину цу Зајн-Витгенштајн, која је доминирала остатком његовог живота. Она га је убедила да се концентрише на компоновање, што би значио да мора да остави каријеру путујућег виртуоза. После турнеје по Балкану, Турској и Русији тог лета, Лист је у септембру одржао свој опроштајни концерт у Јелисаветграду (данашњи Кропивницки). Зиму је провео са принцезом на њеном имању у Воронинсу. Повлачењем са концертне сцене у својој 35. години док је још био на врхунцу моћи, Лист је успео да очува легенду о његовом свирању.
Наредне године, Лист је одговорио на дугогодишње позиве руске Велике војвоткиње Марије Павловне да се насели у Вајмару, где је обављао функцију капелмајстора од 1842. до 1861. године Током овог периода био је диригент на концертима и специјалним дешавањима. Давао је часове великом броју пијаниста, укључујући и великог виртуоза Ханса фон Билова, који се оженио Листовом ћерком Козимом 1857. године (касније ће се она удати за Рихарда Вагнера). Писао је чланке у којима је хвалио Берлиоза и Вагнера. Коначно, Лист је имао времена да компонује. Током наредних 12 година прерадио је или написао она оркестарска и хорска дела по којима је остао упамћен као композитор. Својим напорима, успео је да издејствује извођење Вагнерове опере „Лоенгрин“ 1850, док је овај био у егзилу у Швајцарској.
Принцеза Каролина живела је са Листом током овог периода. Желела је да се уда за њега, али пошто је била претходно удата за руског официра принца Николаја (1812—1864), морала је да убеди Римокатоличку цркву да је њен брак са њим био неважећи. После огромног напора и монструозно сложеног процеса била је успешна. Планирано је да се венчање обави 22. октобра 1861. године на Листов 50. рођендан. Он је 21. октобра стигао у Рим, али му је принцеза касно увече саопштила да се неће удати за њега. Догодило се да су њен муж и руски цар успели да пониште дозволу за венчање. Руска влада је принцези запленила неколико имања у Пољској и Украјини, што је учинило сваки даљи покушај брака немогућ.

### Лист у Риму
Година 1860. је период велике туге у његовом приватном животу. Децембра 13. 1859. године изгубио је сина Даниела, а 11. септембра 1862. године његова ћерка Бландина је такође умрла. У писмима пријатељима, Лист је после изјавио да ће почети да води усамљенички живот. Нашао га је у манастиру Мадоне дел Росарио, недалеко од Рима, где је 20. јуна 1863. узео малу собу (тзв. Спартански апартман). Ту се три дана касније придружио фрањевачком реду.
Дана 25. априла 1865. године примио је постриг од руку кардинала Хоенлоеа. Од тада су га понекад називали „монах Лист“. Јула 31, 1865. године добио је четири мања чина: лектора, егзорциста, портера и свештениковог помоћника, да би га на крају прогласили почасним каноником Албана. У неким приликама, Лист је узимао учешћа у музичком животу Рима. 26. марта 1863. године, на концерту на Алтијеријевом тргу дириговао је програмом духовне музике. Изведена су његова, али и дела других композитора: Хајдна, Баха, Бетовена, Менделсона и Палестрине. Јануара 4. 1866. године, Лист је дириговао извођењу „Стабат матер“ из његовог „Ораторијума Хрису“, а 26. фебруара 1866. године његова „Данте симфонија“. Бодог Пичлер, који је посетио Листа 1864. године, упитао га за његове будуће планове, стекао је утисак да музички живот у Риму није задовољавајући за њега.

### Троструки живот
Лист је позван да се врати у Вајмар 1869. године да држи клавирске мастер-класове. Две године касније исто су га питали из Мађарске музичке академије у Будимпешти. Од тада па до краја свог живота он је регуларно путовао на релацији Рим - Вајмар - Будимпешта, настављајући оно што је он назвао „троструким животом“. Процењује се да је Лист пропутовао најмање 4.000 mi (6.400 km) годишње током овог периода - изузетна цифра имајући у виду његову старост и стање пруга и путева `70 их година 19. века.

### Последње године
Лист је пао низ степенице хотела у Вајмару 2. јула 1881. године. Његови пријатељи и колеге приметили су отоке на стопалима и ногама када је дошао у Вајмар претходног месеца (индикација конгестивне срчане мане). Био је доброг здравља до те тачке да је још увек био витак и активан. Остао је у повезима осам недеља након инцидента од кога се никад није потпуно опоравио. Боловао је од хидропсије, астме, неиспаваности, катаракте левог ока и болести срца. Ово задње је допринело Листовој смрти. Почео је да очајава и био је преокупиран осећајем смрти што је изразио у својим делима из тог периода. Рекао је Лини Раман: „Носим дубоку тугу на срцу која се мора пре или касније одразити на звук."
Умро је у Бајројту, Немачкој, 31. јула 1886. године, у 74. години живота од запаљења плућа која је узела маха током Бајројтског фестивала чији је домаћин била његова кћер Козима. Поставља се питање да ли је злоупотреба лекова директно утицала на Листову смрт. Сахрањен је 3. августа 1886. године на гробљу у Бајројту у складу са његовим жељама.
Композитор Камиј Сен-Санс, његов стари пријатељ, кога је Лист једном назвао „највећим оргуљашем у свету“, посветио је своју Трећу симфонију Листу, која је премијерно изведена неколико недеља пре његове смрти.

## Лист као пијаниста

### Извођачки стил
Постоје неколико добрих извора који нам говоре како је Лист звучао од 20-их година 19. века. Карл Черни је тврдио да је Лист свирао природно, према осећају. Критике његових концерата указују на то да је свирао са невероватним сјајем, снагом и прецизношћу. Имао је невероватну могућност да држи један апсолутни темпо, који је можда резултат његовог вежбања са метрономом на коме је инсистирао његов отац. Његов репертоар у то време садржао је комаде у стилу „Бечке школе“, као што су Хумелови концерти и дела његовог учитеља Чернија. На концертима је често показивао своју моћ импровизације.
После смрти Листовог оца 1827. године и његовог повлачења са сцене, Лист је постепено развијао свој сопствени стил. Један од најдетаљнијих описа његовог свирања потиче из дневника мајке Валерије Боасје (зима 1831/2. године) који каже:

"Свирање господина Листа садржи опуштеност, осећај слободе, али чак и када постане енергично у фортисиму, оно је и даље без грубости. [...] Он из клавира извлачи тонове који су чистији, сочнији и јачи него што било ко може да произведе; његов додир има неодољив шарм. [...] Он је непријатељ надувених и контролисаних емоција. Више од свега, он жели истину у музичком расположењу и због тога он прави психолошке студије о томе како да их пренесе. Дакле, јак израз је често праћен осећајем умора и утучености, неком врстом хладноће, јер је то начин на који природа функционише“.

Вероватно је на њега утицала Паганинијева способност привлачења пажње маса, па је на концертима његова емоционално жива презентација музике ретко била ограничена само на звук. Његови изрази лица и гестови подражавали су карактер онога што је свирао, па је због тога неретко исмејаван у штампи. Такође је понекад узимао превише слободе по питању текста. Берлиоз нам говори како је Лист додавао каденце, тремола и трилере док је свирао први став Бетовенове „Месечеве сонате“ и стварао драматичне сцене мењајући темпо од веома спорог, до веома брзог. У свом писму упућеном Жорж Санд са почетка 1837. године, Лист признаје да је то радио са циљем да стекне већи аплауз и обећао је да ће убудуће пратити и дух и текст композиције коју изводи. Међутим, дуго се расправљало у којој мери је он испунио то обећање.

### Репертоар
Током година проведених као пијаниста, Лист је широм Европе извео огромну количину музике, али срж његовог репертоара чиниле су његове композиције, парафразе и транскрипције. Изучавајући Листове концерте у Немачкој од 1840. до 1845. године, његова најизвођенија дела била су: „Велики хроматски галоп"; „Сећање на Дон Жуана"; транскрипција Шубертовог „Шумског краља"; Шопенове мазурке; Хилерове, Шопенове и Мошелесове етиде, али и дела великих композитора Баха, Хендла, Скарлатија, Бетовена, Шумана, Вебера и других.
Већину концерата у то време делило је више уметника. Лист је пратио певаче, друге инструменте или оркестар. Често је изводио Веберове „Концертне комаде“, Бетовенов „Царски концерт“ и „Фантазију за клавир хор и оркестар“, свој „Хексамерон“ за клавир и оркестар. Од камерне музике изводио је Хумелов „Септет“, Бетовенов „Клавирски трио“ Оп. 97 и „Кројцер сонату“, као и Росинијеве, Доницетијеве, Бетовенове и Шубертове песме. На неким концертима Лист није могао да пронађе музичаре са којима би делио програм, па је био међу првима који су солистички дали клавирски реситал у модерном смислу те речи. Овај израз смислио је издавач Фредерик Беле на Листовом концерту у Лондону 9. јуна 1840. године, иако је Лист одржао такав један концерт већ у марту 1839. године.

## Дела
Лист је био плодан композитор. Најпознатија су његова дела за клавир, а написао је и велики број дела за друге инструменте. Његова клавирска дела су означена као веома тешка, зато што је и он сам имао велики виртуозитет. Лист је познат као композитор програмске музике, те његова дела често описују неке слике или поезију. Приписује му се стварање симфонијске песме, програмског дела за оркестар који често садржи један став.

### Клавирска дела
Његово ремек-дело су „Године ходочашћа“ којих чине вероватно његови најизазовнији и најсатиричнији комади. Овај сет од три године креће се од виртуозне швајцарске Олује до суптилних и маштовитих приказа Микеланђелових и Рафаелових дела. Године садрже и нека дела које је Лист раније објавио. Нпр. у другој књизи налазе се три Петраркина сонета које је објавио три године раније.
Листова дела за клавир су обично подељена у две категорије. У првој се налазе његова „оригинална“ дела, а у другој „транскрипције“, „парафразе“ или „фантазије“ на дела других композитора. Примери за прву категорију су његова дела „Поетске и религиозне хармоније“ настале маја 1833. године и Соната за клавир у х-молу из 1853. године. Транскрипције Шубертових песама, фантазије на оперске мелодије и аранжмани Берлиозових и Бетовенових симфонија су примери за другу категорију. У посебним случајевима, Лист је писао клавирске транскрипције својих инструменталних и вокалних дела. Најпознатије од тих транскрипција су „Мефисто валцер“ и „Љубавни сан бр.3"

### Транскрипције
За писање транскрипција других дела, потребно је доста креативности. Уместо да само преузме мелодије и хармоније, Лист их је побољшавао. Композитори као што су Белини и Доницети користили су шаблоне приликом компоновања. Форма се састојала од осмотактних периода, која су била испуњена музиком. Док је прва половина инспиративно компонована, друга је додавана механички. Лист је то мењао, дорађивањем мелодије, баса или повремено хармоније.
Транскрипције су се показале иновативнијим и лепшим него што би их Лист или неки други композитор самостално написао. Билов тврди да је Листова транскрипција „Дантеовог сонета“ за клавир префињенија од његовог оригинала написаног за оркестар. Лист је други пијаниста, после Калкбренера, који је транскрибовао Бетовенове симфоније за клавир. Најчешће их је изводио публици која никада не би имала прилику да чује оркестарску верзију.

### Оргуљска музика
Лист је написао своја два највећа дела за оргуље између 1850. и 1855. године док је живео у Вајмару, граду са дугом традицијом оргуљске музике, нарочито због тога што је у њему боравио Ј. С.Бах. Хамфри Сирл назива Листов Прелудијум и фугу на Б-А-Ц-Х (Бах) и корал Ad nos, ad salutarem undam његовим најважнијим оригиналним оргуљским делом. Дерек Вотсон, пишући о Листу 1989. године, сматра ово дело једним од најзначајнијих написаних у 19. веку, поред дела оргуљаша као што су Регер, Франк и Сен-Санс. Ад нос - продужена фантазија, Адађо, и фуга трају преко пола сата, а Прелудијум и фуга на Бахов мотив садржи хроматику која понекад руши осећај тоналитета. Лист је писао и мања оргуљска дела, укључујући и сет варијација на хор из Бахове кантате Weinen, Klagen, Sorgen, Zagen (касније назван Распеће из Мисе у ха-молу), које је компоновано након смрти његове кћери 1862. године. Он је такође написао Реквијем за соло оргуље, за које је намеравао да се изводи за време службе, паралелно са реквијемском мисом цркви.

### Песме
Франц Лист је компоновао око шездесет песама са клавирском пратњом. У већини случајева, текст је био на немачком или француском, али постоје и на италијанском и мађарском и једна песма на енглеском. Прва песма била му је „Анђелчић са плавом косом“ из 1839. године. До 1844. године већ је компоновао око двадесет песама. Неке од њих су биле објављене као самостална дела. Године 1843/4. објављене су „Књиге песама“. Планирано је да буду издате у три дела, од којих свака садржи шест песама, али само су се појавила два.
Иако се Листове ране песме ретко певају, оне га приказују у бољем светлу од парафразе "Гаудеамус игитур" компоноване 1843. године. Транскрипција два издања „Књиге песама“ убрајају се у Листова најфинија дела. Међутим, савременици су имали много критика на стил песама. Оне се могу прочитати у Рабеовој књизи „Листово стваралаштво“.
Данас, Листове песме су скоро потпуно заборављене. Изузетак је песма „Желим да идем“, зато што мелодијска линија подсећа на уводни мотив Вагнерове опере "Тристан и Изолда". Тврдило се да је Лист написао тај мотив десет година пре него што је Вагнер почео да ради на опери. Међутим, испоставило се да то није истина, оригинална верзија песме је компонована 1844. или 1845. године. Постоје четири рукописа, од којих само један, Конрадијева копија, садржи тактове Тристановог мотива. Лист је то једноставно прекопирао. Од друге половине 1858. године Лист је припремао своје песме за објављивање и тада је добио први чин „Тристана“, тако да је песма цитат из опере. Ово не значи да је мотив искомпоновао Вагнер. Пример сличног мотива може се пронаћи у 100-том такту Листове Баладе бр. 2, компоноване 1853. године.

### Програмска музика
Лист је у неким својим литерарним радовима подржавао идеју програмске музике, која треба да створи нове идеје за писање. Листову тачку гледишта можемо видети у предговору својој збирци композиција „Путников албум“ из 1837. године. Он пише да неки предео може да створи неку врсту расположења. Пошто музички комад може такође да опише то расположење, могуће је створити слику тог пејзажа у главама слушаоца. У том смислу, музика неће насликати предео, већ ће описати како расположење ствара тај предео у нама док га посматрамо.
Јула 1854. године, Лист је написао есеј о Берлиозовом „Харолду у Италији“ у коме је тврдио да није свака музика програмска музика. Уколико би, у жару расправе, особа ишла тако далеко да тврди супротно, било би боље да све идеје програмске музике остави по страни. Текстуално објашњење дела, то јест папир на којем се слушаоцу објашњава шта то дело које слуша приказује, треба додати само уколико је то неопходно за разумевање тог дела. Лист сматра да је боље прерадити такво дело у погледу ритма, хармоније или инструмената, да би се избегло такво текстуално објашњење.

### Симфонијске песме
Симфонијска песма или поема је једноставачно дело за оркестар у којем музика има наративну или илустративну функцију. Програм може доћи из песме, приче, новеле, слике или другог извора. Овај термин први је употребио Франц Лист за својих тринаест једноставачних дела за оркестар. Она нису чисти симфонијски ставови у класичном смислу, зато што се баве фантазијама, описивањем предела, романтичарском књижевношћу и скорашњом историјом. Другим речима, та дела су више програмска него апстрактна. Форма је директан производ романтизма, који је охрабривао додавање литерарних, сликарских и драматичних елемената у музици. Оно се развило у важну форму програмске музике у другој половини 19. века.

### Позна дела
Неким делима са краја вајмарског периода, Лист се све више удаљавао о музичког укуса тог времена. Пример за то је његова мелодрама „Тужни монах“ написана по песми Николауса Ленауа, која је компонована почетком октобра 1860. године. Док су се у 19. веку хармоније састојале од дурских и молских трозвука, са покојим дисонанцама, Лист је узео прекомерни квинтакорд као главни акорд.
Више примера могу се наћи у трећем делу „Година ходочашћа“. „Игра воде у Вили д`Есте", компонована у септембру 1877. године, садржи елементе импресионизма и сличну тематику коју ће касније користити Равел и Дебиси. Међутим, дела као што су „Посмртни марш“, „У сећање на Максимилијана I" и „Мексички цар“ и која су компонована 1867. године, немају стилске паралеле у 19. и 20. веку.
У позним делима Лист је експериментисао са „забрањеним“ стварима као што су паралелне квинте у „Језивом чардашу“ и атоналитет у „Багатели без тоналитета“. У последњем делу свог „Другог забрањеног валцера“, Лист је компоновао тако да је немогуће наћи лирску мелодију. Дела као „Мефисто валцер бр.2" су шокантна и бескрајна репетиција кратких мотива. Такође, веома карактеристична дела су и „Пут крста“ из 1867. године, „Несрећна звезда“ и „Туробна гондола“ из 1880-их.

## Легат

### Ученици
Лист је био један од најзначајнијих учитеља 19. века. Први део каријере почео је после очеве смрти, августа 1827. године. Да би зарадио новац за живот, почео је да даје часове композиције и клавира. Према писму намењеном господину де Мансију 23. децембра 1829. године, он је пун са часовима сваког дана, од пола 8 ујутру до 10 увече. Већина Листових ученика у том периоду били су аматери, али било је и неких са професионалном каријером. Пример за прве је Валери Боасје, касније грофица де Гаспарин, а за друге Јулијус Ајхберг, Пјер Вулф и Херман Кохен. Током зиме 1835/6. године они су били Листове колеге на Женевском конзерваторијуму. Вулф је затим отишао у Санкт Петербург.
Херман Кохен се развио у веома успешног пијанисту, а пошто је био јеврејског порекла, крстио се 28. августа 1847. године. Тог дана доживео је, како је то назвао, појаву Христа и Богородице у „екстази љубави“. Годину дана касније постао је искушеник кармелићанског манастира. Када је примљен, октобра 7. 1850. године, узео је име Отац Августин-Мари од светих сакрамената. Априла 19. наредне године постао је свештеник. Листа среће у Риму лета 1862. године. Током разговора са оцем Августином, Лист је одлучио да ће и он сам постати свештеник.
Током година својих турнеја Лист је дао само неколико часова. Студенти тог периода били су Јохан Непомук Дункл и Вилхелм фон Ленц. Дункл је похађао часове код Листа током зиме 1839/40. године. Представио се свирањем Талбергове фантазије Оп. 6 на мелодије Мејерберове опере „Роберт ђаво“. Лист га је касније назвао полу-учеником (Halbschüler). Ленц, из Петрограда, упознао је Листа крајем 1828. године. У лето 1842. године поново је био у Паризу где је похађао код њега. Ленц је био само аматер са репертоаром који чине дела као што је Шопенов Ноктурно Оп.9 бр.2. Лета 1844. у Дрездену, Лист среће младог Ханса фон Билова, свог будућег зета. Биловљев репертоар укључивао је Талбергову фантазију Госпа из Лагоа и Листову Сонамбула-Фантазију.